# Braquia invertida
A braquia invertida ou arco é um sinal diacrítico, que tem a forma da parte superior de um círculo, isto é, como uma breve de cabeça para baixo. Ela se parece com o acento circunflexo(ˆ), porém se difere na ponta superior, de face que o acento circunflexo possui uma ponta composta por duas retas.
A braquia invertida pode ocorrer acima ou abaixo da letra. Ela não é usada em qualquer linguagem natural: alfabeto,[carece de fontes?]
mas apenas como um indicador fonético a que ele é idêntico em forma para o acento circunflexo do Antigo Grego.

## Uso

### Servo-Croata
A braquia invertida é usada na tradicional notação eslávica da fonologia Servo-Croata para indicar o tempo de queda do acento. Ela é colocada acima do núcleo da sílaba, que pode ser uma das cinco vogais (ȃ ȇ ȋ ȏ ȗ) ou silábicas ȓ.
O uso deste acento é derivado do acento circunflexo do grego antigo, que foi preservado na ortografia política do grego moderno e influenciou a impressão cirílica sérvia precoce através da literatura religiosa. No início do século XIX, começou a ser usado em ambos: Latim e Cirílico, como um diacrítico para assinalar a prosódia no estudo sistemático do continuo linguístico servio-croata.

### Alfabeto Fonético Internacional
No Alfabeto Fonético Internacional, a braquia invertida é usada para indicar que a vogal não é silábica. Assim, as semivéolas são transcritas utilizando símbolos dedicados (dos quais há apenas alguns, p. Ex., [J, w, ɥ]) ou adicionando o diacrítico ao som de uma vogal (por exemplo, [i̯, u̯]), permitindo mais semivocais possíveis ( eg [ɐ̯, ʏ̯, e̯]).
Esse mesmo diacrítico é colocado sob iota (ι̯) para representar a semivogal protoindo-europeia a respeito da gramática grega; upsilon com uma braquia invertida (υ̯) é usada ao lado de digamma para representar a semivogal protoindo-europeu.
| Nome                                          | Letra  | Unicode  | HTML    |
| --------------------------------------------- | ------ | -------- | ------- |
| Combinando Invertido Breve                    | ◌      | U+0311   | &#785;  |
| Combinando Invertido Breve Abaixo             | ◌      | U+032F   | &#815;  |
| A Combinação De Duplo Invertido Breve         | ◌◌     | U+0361   | &#865;  |
| A Combinação De Duplo Invertido Breve Abaixo  | ◌᷼◌     | U+1DFC   | &#7676; |
| Modificador Breve Com Invertido Breve         | U+AB5B | &#43867; |         |
| Latina Carta Capital A Com Invertido Breve    | Ȃ      | U+0202   | &#514;  |
| Letra Latina Minúscula Um Com Invertido Breve | ȃ      | U+0203   | &#515;  |
| Latina Letra Maiúscula E Com Invertido Breve  | Ȇ      | U+0206   | &#518;  |
| Letra Latina Minúscula E Com Invertido Breve  | ȇ      | U+0207   | &#519;  |
| Latim I Maiúsculo Com Invertido Breve         | Ȋ      | U+020A   | &#522;  |
| Letra Latina Minúscula Eu Com Invertido Breve | ȋ      | U+020B   | &#523;  |
| Latina Capital Letra O Com Invertido Breve    | Ȏ      | U+020E   | &#526;  |
| Letra Latina Minúscula S Com Invertido Breve  | ȏ      | U+020F   | &#527;  |
| Latina Capital Letra R Com Invertido Breve    | Ȓ      | U+0212   | &#530;  |
| Letra Latina Minúscula R Com Invertido Breve  | ȓ      | U+0213   | &#531;  |
| Latino-U Maiúsculo Com Invertido Breve        | Ȗ      | U+0216   | &#534;  |
| Letra Latina Minúscula U Com Invertido Breve  | ȗ      | U+0217   | &#535;  |

Em LaTeX controle \textroundcap{s} coloca a braquia invertida sobre a letra o.